# Highlanders
Pour les articles homonymes, voir Highland.
Maillots
Actualités
Dernière mise à jour : 2 janvier 2025.
Les Highlanders, anciennement les Otago Highlanders, sont une franchise de rugby néo-zélandaise, basée à Dunedin et participant au Super Rugby. Elle représente les clubs d'Otago, North Otago et Southland. Elle doit son nom au fait que la province qu'elle représente a été fondée par des émigrants écossais dans les années 1840-1850. Le stade principal est Forsyth Barr Stadium, à Dunedin, mais ils jouent aussi parfois à Invercargill et Queenstown. La franchise naît en 1996, pour représenter le sud de l'Île du Sud dans le Super 12, nouvellement créé. Ils finissent la première saison huitième et la saison suivante dernier après avoir remporté trois matchs sur les onze. Ils finissent en demi-finale lors des saisons 1998, 2000 et 2002 et perdent en finale en 1999 à domicile contre les Crusaders. Le joueur qui a joué le plus de fois pour la franchise est Anton Oliver, avec 127 sélections. Tony Brown détient le record de points marqués avec 817 points; quant à Jeff Wilson, il détient le record d'essais marqués en ayant aplatit 35 fois dans l'en-but. L'entraîneur actuel est Clarke Dermody et le capitaine est Billy Harmon.

## Histoire

### En Super 12
À la création en 1996, l'équipe est entrainée par Gordon Hunter et John Leslie en est le capitaine. Leur premier match est contre les Queensland Reds à Carisbrook le 3 mars 1996, qu'ils remportent 57 à 17,. Les Highlanders restent invaincus pendant trois mois et prennent la tête de la compétition. Toutefois, ils s'inclinent 29 à 59 contre les Blue Bulls au Loftus Versfeld Stadium. Ils ne remportent plus que deux matchs cette saison, contre les Natal Sharks à Carisbrook et contre les Crusaders à Lancaster Park. Ils finissent huitième de la compétition.
1997 est la pire année pour la franchise : ils finissent dernier de la compétition avec seulement trois victoires.

## Nom et couleurs
Le nom Highlanders a été choisi en hommage aux colons écossais qui ont fondé la ville de Dunedin (connue comme « l'Édimbourg du Sud), où sont basés les Highlanders ». Selon le site officiel de la franchise, « Le nom et l'image des Highlanders évoque l'indépendance farouche, la fierté de ses racines, la loyauté, la force, la gentillesse, l'honnête et l'ardeur à la tâche ». Les couleurs des Highlanders reprennent celles des provinces de North Otago (jaune), Otago (bleu) et Southland (marron). Le bleu permet aussi de rappeler l'origine écossaise.
Le 3 juin 2011, les Highlanders introduisent un nouveau maillot de couleur vert lime pour les matchs à domicile. Il est utilisé pour la première fois lors du dernier match à domicile de la saison 2011 de Super Rugby.
Malgré les commentaires négatifs, ces maillots sont conservés pour la saison 2012. Le 6 septembre 2011, le club annonce finalement un retour à leur traditionnelle tenue bleue pour les matchs à domicile, utilisant leur jeu de maillot vert lime uniquement pour les matchs à l'extérieur.

## Les frontières de la franchise

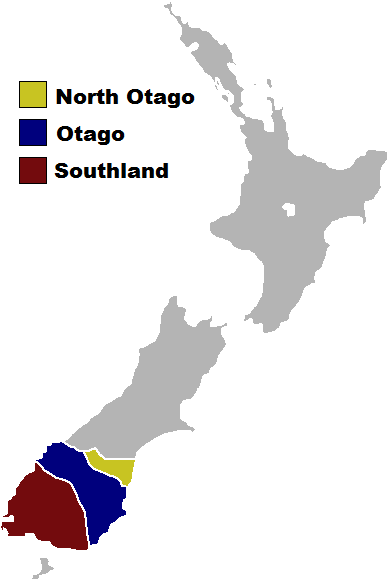
Le territoire des Highlanders

La franchise des Highlanders, comme chacune des cinq équipes néo-zélandaises créée pour le Super 12, est liée à un certain nombre d'équipes provinciales disputant la compétition domestique néo-zélandaise : le National Provincial Championship. Chaque franchise est autorisée à constituer son effectif à partir des joueurs de toutes les provinces lui étant associées, et ce de façon exclusive. Appelé à l'origine les Otago Highlanders, la région de la franchise couvre les provinces de North Otago, Otago et Southland.

## Palmarès
- Vainqueur du Super Rugby en 2015.

## Parcours dans le Super rugby
| Saison | Place | MJ | V  | N | D  | PM  | PE  | Diff | PB | Pts | Commentaires                                                                              |
| ------ | ----- | -- | -- | - | -- | --- | --- | ---- | -- | --- | ----------------------------------------------------------------------------------------- |
| 1996   | 8e    | 11 | 5  | 0 | 6  | 329 | 391 | -62  | 6  | 26  |                                                                                           |
| 1997   | 12e   | 11 | 3  | 0 | 8  | 299 | 409 | -110 | 5  | 17  |                                                                                           |
| 1998   | 4e    | 11 | 7  | 0 | 4  | 343 | 279 | 64   | 6  | 34  | Défaite en demi-finale face aux Blues                                                     |
| 1999   | 3e    | 11 | 8  | 0 | 3  | 280 | 203 | 77   | 3  | 35  | Défaite en finale face aux Crusaders                                                      |
| 2000   | 3e    | 11 | 6  | 0 | 5  | 320 | 280 | 40   | 8  | 32  | Défaite en demi-finale face aux Crusaders                                                 |
| 2001   | 5e    | 11 | 6  | 0 | 5  | 284 | 295 | -11  | 5  | 29  |                                                                                           |
| 2002   | 4e    | 11 | 8  | 0 | 3  | 329 | 207 | 122  | 6  | 38  | Défaite en demi-finale face aux Crusaders                                                 |
| 2003   | 7e    | 11 | 6  | 0 | 5  | 287 | 246 | 41   | 5  | 29  |                                                                                           |
| 2004   | 9e    | 11 | 4  | 1 | 6  | 299 | 347 | -48  | 8  | 26  |                                                                                           |
| 2005   | 8e    | 11 | 6  | 1 | 4  | 221 | 214 | 7    | 1  | 27  |                                                                                           |
| 2006   | 9e    | 13 | 6  | 0 | 7  | 228 | 276 | -48  | 3  | 27  |                                                                                           |
| 2007   | 9e    | 13 | 5  | 0 | 8  | 235 | 301 | -66  | 7  | 27  |                                                                                           |
| 2008   | 11e   | 13 | 3  | 0 | 10 | 257 | 338 | -81  | 7  | 19  |                                                                                           |
| 2009   | 11e   | 13 | 4  | 0 | 9  | 254 | 269 | -15  | 10 | 26  |                                                                                           |
| 2010   | 12e   | 13 | 3  | 0 | 10 | 297 | 397 | -100 | 7  | 19  |                                                                                           |
| 2011   | 8e    | 16 | 8  | 0 | 8  | 296 | 343 | -47  | 5  | 45  | 3e de la conférence néo-zélandaise                                                        |
| 2012   | 9e    | 16 | 9  | 0 | 7  | 359 | 385 | -26  | 6  | 50  |                                                                                           |
| 2013   | 14e   | 16 | 3  | 0 | 13 | 374 | 496 | -122 | 9  | 29  | Derniers de la conférence néo-zélandaise                                                  |
| 2014   | 6e    | 16 | 8  | 0 | 8  | 401 | 442 | -41  | 10 | 42  | 3e de la conférence néo-zélandaise, qualifiés pour les barrages. Défaite face aux Sharks. |
| 2015   | 4e    | 16 | 11 | 0 | 5  | 450 | 333 | 117  | 9  | 53  | Vainqueurs de la compétition face aux Hurricanes                                          |
| 2016   | 5e    | 15 | 11 | 0 | 4  | 422 | 273 | 149  | 8  | 52  | Défaite en demi-finale face aux Lions                                                     |
| 2017   | 7e    | 15 | 11 | 0 | 4  | 488 | 308 | 180  | 7  | 51  | Défaite en quart de finale face aux Crusaders                                             |
| 2018   | 6e    | 16 | 10 | 0 | 6  | 437 | 445 | -8   | 4  | 44  | Défaite en quart de finale face aux Waratahs                                              |

## Personnalités

### Effectif Super Rugby 2025
Le 11 novembre 2024, les Highlanders annoncent leur effectif pour la saison 2025 du Super Rugby. 
| Nom                      | Date de naissance | Nationalité sportive | Sélections (points) | Province ou club | Club précédent   | Année d'arrivée au club |
| Talonneurs               | Talonneurs        | Talonneurs           | Talonneurs          | Talonneurs       | Talonneurs       | Talonneurs              |
| ------------------------ | ----------------- | -------------------- | ------------------- | ---------------- | ---------------- | ----------------------- |
| Henry Bell               | 22 août 1999      | Nouvelle-Zélande     | -                   | Otago            | Utah Warriors    | 2024                    |
| Jack Taylor              | 25 juin 2003      | Nouvelle-Zélande     | -                   | Southland        | Débuts du club   | 2023                    |
| Soane Vikena             | 1er juillet 2001  | Nouvelle-Zélande     | -                   | Auckland         | Blues            | 2024                    |
| Piliers                  |                   |                      |                     |                  |                  |                         |
| Josh Bartlett            | 28 décembre 2002  | Nouvelle-Zélande     | -                   | Bay of Plenty    | Western Force    | 2025                    |
| Ethan de Groot           | 22 juillet 1998   | Nouvelle-Zélande     | 33 (20)             | Southland        | Débuts au club   | 2020                    |
| Sefo Kautai              | 16 août 1996      | Nouvelle-Zélande     | -                   | Waikato          | Kobelco Steelers | 2024                    |
| Daniel Lienert-Brown     | 9 février 1993    | Nouvelle-Zélande     | -                   | Canterbury       | Crusaders        | 2015                    |
| Saula Ma'u               | 29 avril 2000     | Nouvelle-Zélande     | -                   | Otago            | Débuts au club   | 2022                    |
| Rohan Wingham            | 4 décembre 2002   | Nouvelle-Zélande     | -                   | Otago            | Débuts au club   | 2024                    |
| Deuxièmes lignes         |                   |                      |                     |                  |                  |                         |
| Mitchell Dunshea         | 18 novembre 1995  | Nouvelle-Zélande     | -                   | Canterbury       | Crusaders        | 2024                    |
| Fabian Holland           | 9 octobre 2002    | Nouvelle-Zélande     | 4 (0)               | Otago            | Débuts au club   | 2022                    |
| Troisièmes lignes aile   |                   |                      |                     |                  |                  |                         |
| Oliver Haig              | 3 janvier 2002    | Nouvelle-Zélande     | -                   | Otago            | Débuts au club   | 2023                    |
| TK Howden                | 28 janvier 2001   | Nouvelle-Zélande     | -                   | Manawatu         | Hurricanes       | 2025                    |
| Veveni Lasaqa            | 6 avril 2002      | Nouvelle-Zélande     | -                   | Bay of Plenty    | Débuts au club   | 2024                    |
| Hayden Michaels          | 3 janvier 2002    | Nouvelle-Zélande     | -                   | Southland        | Débuts au club   | 2024                    |
| Will Stodart             | 3 octobre 2003    | Nouvelle-Zélande     | -                   | Otago            | Débuts au club   | 2024                    |
| Sean Withy               | 1er février 2001  | Nouvelle-Zélande     | -                   | Otago            | Débuts au club   | 2022                    |
| Troisièmes lignes centre |                   |                      |                     |                  |                  |                         |
| Nikora Broughton         | 5 septembre 2001  | Nouvelle-Zélande     | -                   | Bay of Plenty    | Débuts au club   | 2023                    |
| Lui Naeata               | 2 février 1994    | Tonga                | -                   | -                | Toyota Shuttles  | 2024                    |
| Hugh Renton              | 12 mai 1996       | Nouvelle-Zélande     | -                   | Tasman           | Hurricanes       | 2021                    |
| Demis de mêlée           |                   |                      |                     |                  |                  |                         |
| James Arscott            | 15 juillet 2000   | Nouvelle-Zélande     | -                   | Otago            | Début au club    | 2021                    |
| Folau Fakatava           | 16 décembre 1999  | Nouvelle-Zélande     | 2 (0)               | Hawke's Bay      | Début au club    | 2019                    |
| Nathan Hastie            | 27 avril 2001     | Nouvelle-Zélande     | -                   | Otago            | Débuts au club   | 2023                    |
| Demis d'ouverture        |                   |                      |                     |                  |                  |                         |
| Ajay Faleafaga           | 2 février 2003    | Nouvelle-Zélande     | -                   | Otago            | Déburs au club   | 2024                    |
| Cam Millar               | 13 juillet 2002   | Nouvelle-Zélande     | -                   | Otago            | Débuts au club   | 2023                    |
| Taine Robinson           | 15 juin 1999      | Nouvelle-Zélande     | -                   | Tasman           | Crusaders        | 2025                    |
| Centres                  |                   |                      |                     |                  |                  |                         |
| Sam Gilbert              | 21 janvier 1999   | Nouvelle-Zélande     | -                   | Otago            | Débuts au club   | 2020                    |
| Jake Te Hiwi             | 2 février 2002    | Nouvelle-Zélande     | -                   | Otago            | Débuts au club   | 2023                    |
| Tanielu Tele'a           | 16 juin 1998      | Nouvelle-Zélande     | -                   | Auckland         | Débuts au club   | 2024                    |
| Thomas Umaga-Jensen      | 31 décembre 1997  | Nouvelle-Zélande     | -                   | Otago            | Débuts au club   | 2018                    |
| Ailiers                  |                   |                      |                     |                  |                  |                         |
| Jonah Lowe               | 9 mai 1996        | Nouvelle-Zélande     | -                   | Hawke's Bay      | Chiefs           | 2023                    |
| Jona Nareki              | 27 décembre 1997  | Nouvelle-Zélande     | -                   | Otago            | Débuts au club   | 2020                    |
| Jacob Ratumaitavuki      | 3 août 2001       | Nouvelle-Zélande     | -                   | Taranaki         | Blues            | 2024                    |
| Caleb Tangitau           | 19 mars 2003      | Nouvelle-Zélande     | -                   | -                | Débuts au club   | 2024                    |
| Timoci Tavatavanawai     | 14 février 1998   | Nouvelle-Zélande     | 2 (0)               | Tasman           | Moana Pasifika   | 2024                    |
| Arrières                 |                   |                      |                     |                  |                  |                         |
| Finn Hurley              | 25 juin 2003      | Nouvelle-Zélande     | -                   | Otago            | Débuts au club   | 2023                    |

## Staff 2025
- Jamie Joseph - Entraîneur principal
- Clarke Dermody - Entraîneur des avants
- Ben Smith - Spécialiste attaque
- Cory Brown - Spécialiste attaque
- Dave Dillon - Spécialiste défense

### Entraîneurs
Lors de leur première saison, les Highlanders étaient entraînés par Gordon Hunter, qui a ensuite rejoint le groupe de sélectionneur des All Blacks,. Glen Ross les entraîna uniquement pour la saison 1997, Tony Gilbert pour les saisons 1998 et 1999 avant de rejoindre lui aussi les All Blacks, Peter Sloane pour les saisons 2000 et 2001 avant de rejoindre les Blues, Laurie Mains revient d'Afrique du Sud pour les entraîner en 2002 et en 2003, malgré quelques désaccords avec les joueurs cadres, Greg Cooper prend le poste entre 2003 et quitte la franchise après la saison 2007 pour entraîner les blues. Le 28 août 2007, Gleen Moore fut nommé entraîneur jusqu'en juillet 2010 où il est remplacé par Jamie Joseph. En 2016, Jamie Joseph devient sélectionneur de l'équipe du Japon. Il est remplacé par son assistant Tony Brown.

### Joueurs emblématiques
- Tony Brown
- Jimmy Cowan
- Nick Evans
- Carl Hayman
- Carl Hoeft
- Byron Kelleher
- Josh Kronfeld
- Simon Maling
- Anton Oliver
- Taine Randell
- Ben Smith
- Lima Sopoaga
- Adam Thomson
- Jeff Wilson
- Filipo Levi
- Seilala Mapusua
- Anthony Perenise
- Kane Thompson
- Joseph Tu'ineau
- Samiu Vahafolau